# Eric House
Pour les articles homonymes, voir House.
Eric House est un acteur né le 22 novembre 1921 et mort le 21 mars 2004 à Toronto (Canada).

## Filmographie
- 1952 : Sunshine Sketches (série TV) : Rev. Dean Drone
- 1954 : Howdy Doody (série TV) : Willow
- 1956 : Anne of Green Gables (en) (TV) : Mr. Phillips
- 1957 : Œdipus Rex : Shepherd and Old Priest
- 1961 : Jake and the Kid (série TV) : Repeat Golightly
- 1970 : Act of the Heart : Choirmaster
- 1970 : Castle Zaremba (série TV)
- 1973 : Delilah (série TV) : T. J.
- 1974 : A Star Is Lost! : Alfred E. Sydney
- 1978 : High-Ballin' : Slater
- 1983 : The Adventures of Bob & Doug McKenzie: Strange Brew : John Elsinore
- 1984 : Highpoint : Rico
- 1987 : Much Ado About Nothing (TV) : Dogberry
- 1988 : Candy Mountain : Doctor